# 8 Canada Square
8 Canada Square – czwarty pod względem wysokości wieżowiec w Londynie, jeden z najwyższych budynków w Wielkiej Brytanii, znany również jako HSBC Tower.
Zaprojektowany przez Normana Fostera, wybudowany w latach 1999–2002. Wieżowiec ma 45 pięter i 200 metrów wysokości (700 stóp). Ma też wewnątrz 102 190 metrów kwadratowych powierzchni (milion stóp kwadratowych). Mieści się w nim centrala Hong Kong and Shanghai Banking Corporation. W 2007 
budynek został sprzedany hiszpańskiej firmie Metrovacesa za nieco ponad miliard funtów.